# Garland (Tennessee)
Garland es un pueblo ubicado en el condado de Tipton en el estado estadounidense de Tennessee. En el Censo de 2010 tenía una población de 310 habitantes y una densidad poblacional de 204,95 personas por km².

## Geografía
Garland se encuentra ubicado en las coordenadas 35°35′17″N 89°45′9″O / 35.58806, -89.75250. Según la Oficina del Censo de los Estados Unidos, Garland tiene una superficie total de 1.51 km², de la cual 1.51 km² corresponden a tierra firme y (0%) 0 km² es agua.

## Demografía
Según el censo de 2010, había 310 personas residiendo en Garland. La densidad de población era de 204,95 hab./km². De los 310 habitantes, Garland estaba compuesto por el 97.1% blancos, el 0% eran afroamericanos, el 0% eran amerindios, el 0.32% eran asiáticos, el 0% eran isleños del Pacífico, el 0% eran de otras razas y el 2.58% pertenecían a dos o más razas. Del total de la población el 0.32% eran hispanos o latinos de cualquier raza.